# 林海站
林海站，位于中华人民共和国黑龙江省大兴安岭地区呼玛县，是富西铁路、林碧铁路上的火车站，建于1970年。站内设正线3条、到发线3条、编组线4条，另设牵出线1条、货物线1条。
车站是由哈尔滨铁路局加格达奇车务段管辖的四等站，目前仅办理列车接发业务，每日仅有一对“慢火车”停靠。